# Rajella dissimilis
Espèce
Statut de conservation UICN

 LC  : Préoccupation mineure
Rajella dissimilis est une espèce de raie de la famille des Rajidae.